# Code Q
| Sigles de 2 caractères   |
| ► Sigles de 3 caractères |
| Sigles de 4 caractères   |
| Sigles de 5 caractères   |
| Sigles de 6 caractères   |
| Sigles de 7 caractères   |
| Sigles de 8 caractères   |

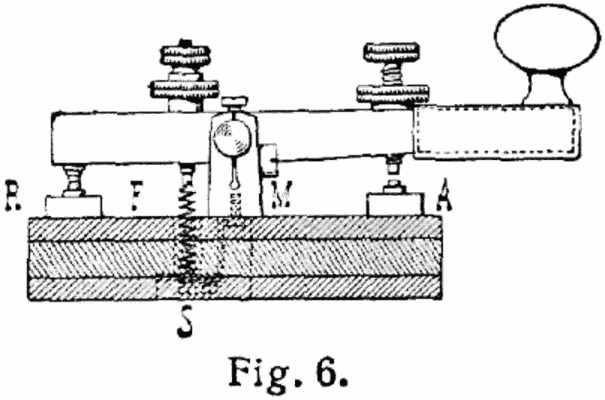
Télégraphe.

Le code Q (avec le code Z) constitue l'ACP 131 (Allied Communication Publication no 131). C'est un ensemble de codes de trois lettres, au sens bien précis, utilisé par les opérateurs radio. Il a été développé en 1912 afin de faciliter les communications, à cette époque essentiellement en morse, entre les opérateurs en mer de différentes nationalités.
Il possède au moins trois avantages :
- accélération des transmissions : les questions les plus courantes étaient résumées en trois lettres ;
- indépendance de la langue : le même code est utilisé par toutes les nationalités pour poser une question et la réponse, souvent un chiffre, pouvait être comprise par tous ;
- amélioration de la sécurité : définition non ambiguë des questions.

Tous les codes du code Q sont composés de trois lettres, dont la première est toujours Q (comme « question »). Pour éviter toute confusion, il a été décidé lors de la conférence internationale radiotélégraphique de Londres, en 1912, de ne pas distribuer d'indicatifs contenant la lettre Q aux stations émettrices.
On peut distinguer une question d'une réponse formulée en code Q selon ce qui suit les trois lettres du code : une question sera sous la forme « Qxx ? », tandis qu'une réponse contiendra les trois lettres du code suivies de la réponse. (dans la Marine Nationale Française, INT (pour interrogation) précédait les 3 lettres du code Q. Ex : INT QRY quelle est ma position dans la liste d'attente . QRY 3 vous êtes en numéro 3).
Ce code a été principalement utilisé pour la navigation maritime et aéronautique ainsi que par les radioamateurs. Il est encore largement utilisé par ces derniers mais aussi par les cibistes dans une version plus légère. En effet, les cibistes n'utilisent pas tout le code Q car la Citizen-band est plus axée sur le loisir que sur la technique.

## Extraits du code Q
| Code | Question | Réponse |
| ---- | --- | --- |
| PRB  | Désirez-vous communiquer avec ma station à l'aide du Code international de signaux?                                       | Je désire communiquer avec votre station à l'aide du Code international de signaux.                                                     |
| QAB  | Quelle est votre destination?                                                                                             | Ma destination est... |
| QDM  | Quel est mon relèvement magnétique ?                                                                                      | |
| QDR  | Sous quel relèvement magnétique suis-je ? (QDM+/-180°)                                                                    | |
| QFE  | Quelle est la pression atmosphérique à l'altitude de l'aérodrome (ou au seuil de la piste) (en hPa) ?                     | |
| QFF  | Quelle est la pression atmosphérique réduite au niveau moyen de la mer (en hPa) ?                                         | |
| QFU  | Quelle est la direction magnétique de la piste en service ?                                                               | |
| QNH  | Quelle est la pression atmosphérique réduite au niveau de la mer selon les conditions de l'atmosphère standard (en hPa) ? | La pression atmosphérique est ___ hPa.                                                                                                  |
| QOA  | Pouvez-vous communiquer en radiotélégraphie Morse sur la fréquence 500 kHz ?                                              | Communiquer en radiotélégraphie Morse sur la fréquence 500 kHz.                                                                         |
| QOB  | Pouvez-vous communiquer en radiotéléphonie sur la fréquence 2 182 kHz ?                                                   | Communiquer en radiotéléphonie sur la fréquence 2 182 kHz                                                                               |
| QOC  | Pouvez-vous communiquer en radiotéléphonie sur la fréquence 156,8 MHz ?                                                   | Communiquer en radiotéléphonie sur la fréquence 156,8 MHz                                                                               |
| QOD  | Pouvez-vous communiquer avec moi en… ?                                                                                    | |
| QRA  | Quel est le nom de votre station ?                                                                                        | Le nom de ma station est ___. |
| QRB  | À quelle distance approximative vous trouvez-vous de ma station ?                                                         | La distance approximative entre nos stations est de ___ milles nautiques (ou kilomètres).                                               |
| QRG  | Voulez-vous m'indiquer ma fréquence exacte (ou la fréquence exacte de…) ?                                                 | Votre fréquence exacte (ou la fréquence exacte de…) est ___ kHz (ou MHz).                                                               |
| QRH  | Ma fréquence varie-t-elle ?                                                                                               | Votre fréquence varie. |
| QRI  | Quelle est la tonalité de mon émission ?                                                                                  | La tonalité de votre émission est : 1 : bonne ; 2 : variable ; 3 : mauvaise.                                                            |
| QRK  | Quelle est l'intelligibilité de mes signaux (ou des signaux de…) ?                                                        | L'intelligibilité de vos signaux (ou des signaux de…) est : 1 : mauvaise ; 2 : médiocre ; 3 : assez bonne ; 4 : bonne ; 5 : excellente. |
| QRL  | Êtes-vous occupé ? | Je suis occupé (ou et suis occupé avec…). Prière de ne pas brouiller.                                                                   |
| QRM  | Êtes-vous brouillé ? | 1 : Je ne suis nullement brouillé ; 2 : faiblement ; 3 : modérément ; 4 : fortement ; 5 : très fortement.                               |
| QRN  | Êtes-vous troublé par des parasites ?                                                                                     | 1 : je ne suis nullement troublé ; 2 : faiblement ; 3 : modérément ; 4 : fortement ; 5 : très fortement.                                |
| QRO  | Dois-je augmenter la puissance d'émission ?                                                                               | Augmentez la puissance d'émission. |
| QRP  | Dois-je diminuer la puissance d'émission ?                                                                                | Diminuez la puissance d'émission. |
| QRQ  | Dois-je transmettre plus vite ?                                                                                           | Transmettez plus vite (… mots/min). |
| QRS  | Dois-je transmettre plus lentement ?                                                                                      | Transmettez plus lentement (… mots/min).                                                                                                |
| QRT  | Dois-je cesser la transmission ?                                                                                          | Cessez la transmission. |
| QRU  | Avez-vous quelque chose pour moi ?                                                                                        | Je n'ai rien pour vous. |
| QRV  | Êtes-vous prêt ? | Je suis prêt. |
| QRX  | À quel moment me rappellerez-vous ?                                                                                       | Je vous rappellerai à ___ heures (sur… kHz) (ou… MHz).                                                                                  |
| QRZ  | Par qui suis-je appelé ?                                                                                                  | Vous êtes appelé par ___ (sur… kHz) (ou… MHz).                                                                                          |
| QSA  | Quelle est la force de mes signaux (ou des signaux de…) ?                                                                 | La force de vos signaux (ou des signaux de…) est : 1 : à peine perceptible ; 2 : faible ; 3 : assez bien ; 4 : bonne ; 5 : très bien.   |
| QSB  | La force de mes signaux varie-t-elle ?                                                                                    | La force de vos signaux varie. |
| QSD  | Ma manipulation est-elle défectueuse ?                                                                                    | Votre manipulation est défectueuse. |
| QSJ  | Quel est le prix de… ? | Le prix de… est de ___. |
| QSK  | Pouvez-vous m'entendre entre vos signaux ? Dans l'affirmative, puis-je vous interrompre dans votre transmission ?         | Je peux vous entendre entre mes signaux. Vous pouvez interrompre ma transmission.                                                       |
| QSL  | Pouvez-vous me donner accusé de réception ?                                                                               | Je vous donne accusé de réception. |
| QSO  | Pouvez-vous communiquer avec… directement (ou par relais) ?                                                               | Je puis communiquer avec… directement (ou par l'intermédiaire de…).                                                                     |
| QSP  | Voulez-vous retransmettre à… gratuitement ?                                                                               | Je peux retransmettre à… gratuitement.                                                                                                  |
| QSQ  | Avez-vous un docteur à bord ?                                                                                             | J'ai un docteur à bord. |
| QSU  | Dois-je transmettre ou répondre sur la fréquence actuelle ?                                                               | Transmettez ou répondez sur la fréquence actuelle (ou sur… kHz) (ou sur… MHz) (en émission de la classe…).                              |
| QSV  | Dois-je transmettre une série de V sur cette fréquence (ou sur… kHz) (ou… MHz) ?                                          | Transmettez une série de V sur cette fréquence (ou sur… kHz) (ou… MHz).                                                                 |
| QSY  | Dois-je passer à la transmission sur une autre fréquence ?                                                                | Passez à la transmission sur une autre fréquence (ou sur… kHz) (ou sur… MHz).                                                           |
| QTC  | Combien de messages avez-vous à me transmettre (ou à transmettre à…) ?                                                    | J'ai ___ message(s) à vous transmettre (ou à transmettre à…).                                                                           |
| QTE  | Relèvement vrai | |
| QTH  | Quelle est votre position en latitude et en longitude (ou d'après toute autre indication) ?                               | Ma position est ___ latitude ___ longitude (ou d'après toute autre indication).                                                         |
| QTR  | Quelle est l'heure exacte ?                                                                                               | L'heure exacte est ___. |

## Usage en Aéronautique
Aujourd'hui, en aéronautique, le code ne survit plus qu'au travers de quelques usages :
- les contrôleurs aériens, ainsi que certaines radios de type VOLMET et ATIS émettant en boucle des bulletins [3], diffusent aux pilotes les indications de pression au niveau de la mer et de pression locale, QNH et QFE. Parfois la lettre Q est omise, et on fait référence au Novembre-Hôtel et Foxtrot -Echo (alphabet international). Toutefois, depuis plusieurs années, le Foxtrot-Echo n'est plus transmis par le contrôleur qu'à titre indicatif, ou le plus souvent omis. En effet, le calage de l'altimètre s'effectue désormais au QNH.
- QGO : se dit d'un aérodrome fermé (AD en QGO cause MTO, par exemple) ;
- QNE : altitude du terrain par rapport à la surface de pression standard (0, calé sur 1013,25 hPa)
- QFU : orientation magnétique de la piste ; (On peut également parler de contre QFU pour des aéronefs évoluant dans le sens contraire de la piste en service, par exemple en cas d'urgence - Panne ou Emergency)
- QDM et QDR : relèvements magnétiques radiogoniométriques de stations au sol et des avions.

(Voir aussi langage aéronautique)